# Крчава
Крчава (слч. Krčava) насељено је мјесто са административним статусом сеоске општине (слч. obec) у округу Собранце, у Кошичком крају, Словачка Република.

## Становништво
| Година:    | 1994. | 2004.   | 2014.   | 2024.   |
| ---------- | ----- | ------- | ------- | ------- |
| Број људи: | 449   | 437     | 420     | 434     |
| Разлика:   |       | -2,67 % | -3,89 % | +3,33 % |

| Година:    | 2023. | 2024.   |
| ---------- | ----- | ------- |
| Број људи: | 437   | 434     |
| Разлика:   |       | -0,68 % |

Према подацима о броју становника из 2024. године насеље је имало 434 становника.